# 賓·柏加
本杰明·布赖恩·科林·"本"·帕克（英語：Benjamin Brian Colin "Ben" Parker，1987年11月15日—），簡稱賓·柏加（英語：Ben Parker），出生在龐蒂弗拉克特，是一名英格蘭足球運動員，司職左閘，亦能出任中堅和中場，現效力列斯聯，他曾被外借至巴拉福特、達寧頓和卡素爾效力。

## 生平
出生於英格蘭龐蒂弗拉克特的柏加在列斯聯展開其足球生涯，但在2006/07球季外借給本土競爭對手巴拉福特才首次正選上陣。他曾代表數支不同年齡組別的英格蘭隊效力。2006年10月5日，時任代理領隊約翰·卡佛說道如果柏加在巴拉福特的上陣次數減少的話，球會寧願他回來並在一隊給他找個位置，都不要他在山谷閱兵球場坐板凳。12月下旬，他的借用期被延長，新上任的列斯聯領隊丹尼斯·韋斯希望他能在回歸新作風的列斯聯前盡可能爭取更多的經驗。
2007年5月18日，作為列斯聯忠實支持者的柏加獲得列斯聯提供新合約，他在球隊轉會禁令解除後於8月7日簽署合約。8月14日，他在聯賽盃以1-0的比分擊敗馬爾斯菲的賽事中首次正選上陣。四天後，他在艾蘭路球場以4-1的比分擊敗修安聯的賽事中首次於聯賽和主場上陣。
2007/08球季，他在代表列斯聯上陣15場賽事後，他於2008年2月被外借至達寧頓為期一個月。3月1日，他在以3-1的比分擊敗賓福特的賽事中首次代表達寧頓上陣。3月，他代表達寧頓上陣了7場賽事，他的借用期在3月27日被延長至球季結束，兩天前他在以1-3的比分不敵前球會巴拉福特的賽事中上陣。4月26日，他在以2-0的比分領先杜根咸的賽事中被出示紅牌驅逐出場，最終球隊以2-3的比分不敵對手，他因而錯過球季最後一場對彼德堡的賽事，但在附加賽中復出。
2008/09球季，柏加重返列斯聯並在2008年11月17日以5-2的比分擊敗諾咸頓的足總盃首圈重賽中以一記35碼的射球攻入其處子入球。
2009年7月8日，柏加與列斯聯續約至2011/12球季結束。他的開幕戰對艾斯特城的賽事中雖然有助攻予謝美伊·碧福特，但卻因腿部受傷而被換下。他的傷患使他缺席數週，後來他復發並被送去看專科醫生。掃描顯示，他需要在大腿做手術。手術後，預計他在2010年1月或2月才能復出。在他長期缺陣下，安德魯·曉士擔任臨時左閘，而在安德魯·曉士受傷期間，艾丹·韋治和東尼·卡柏迪亦短暫出任過此位置。一旦他康復後，他將會是列斯聯的正選左閘。12月下旬，他重返列斯聯訓練並會在數場預備組賽事上陣，從而幫助他恢複狀態。
2010年1月12日，柏加在對斯肯索普的預備組賽事中復出，這場賽事是他自球季首場賽事腿部受傷後的首場賽事。賽後，他在訓練期間傷患再次復發，使他康復時間進一步被延遲。

## 生涯數據
| 球季     | 球會            | 聯賽 | 聯賽 | 聯賽 | 足總盃 | 足總盃 | 聯賽盃 | 聯賽盃 | 英錦標 | 英錦標 | 附加賽 | 附加賽 | 總計 | 總計 |
| 球季     | 球會            | 聯賽 | 上陣 | 入球 | 上陣   | 入球   | 上陣   | 入球   | 上陣   | 入球   | 上陣   | 入球   | 上陣 | 入球 |
| -------- | --------------- | ---- | ---- | ---- | ------ | ------ | ------ | ------ | ------ | ------ | ------ | ------ | ---- | ---- |
| 2006–07  | 列斯聯          | 英冠 | 0    | 0    | 0      | 0      | 0      | 0      | 0      | 0      | 0      | 0      | 0    | 0    |
| 2006-07  | 巴拉福特 (借用) | 英甲 | 39   | 0    | 1      | 0      | 0      | 0      | 1      | 0      | 0      | 0      | 41   | 0    |
| 2007–08  | 列斯聯          | 英甲 | 9    | 0    | 2      | 0      | 2      | 0      | 2      | 0      | 0      | 0      | 15   | 0    |
| 2007–08  | 達寧頓 (借用)   | 英乙 | 13   | 0    | 0      | 0      | 0      | 0      | 0      | 0      | 1      | 0      | 14   | 0    |
| 2008–09  | 列斯聯          | 英甲 | 24   | 0    | 2      | 1      | 2      | 0      | 1      | 0      | 2      | 0      | 31   | 1    |
| 2009–10  | 列斯聯          | 英甲 | 1    | 0    | 0      | 0      | 0      | 0      | 0      | 0      | 0      | 0      | 1    | 0    |
| 球會總計 | 球會總計        |      | 34   | 0    | 4      | 1      | 4      | 0      | 3      | 0      | 2      | 0      | 47   | 1    |
| 總計     | 總計            |      | 86   | 0    | 5      | 1      | 4      | 0      | 4      | 0      | 3      | 0      | 102  | 1    |

## 外部連結
- （英文）足球数据库：賓·柏加的球员统计数据